# Tombe Amory
La tombe Amory est une tombe située à Nouvron-Vingré, en France.

## Localisation
La tombe est située sur la commune de Nouvron-Vingré, dans le département de l'Aisne.

## Historique
Il s'agit d'une pierre tombale érigée après 1918 par les 298e, 328e et 42e Régiment d'infanterie en hommage à la famille Amaury-Lacareux, fusillée par les allemands le 20 septembre 1914, et de leur fils, mort de faim et de froid. C'est un exemple extrêmement rare de stèle commémorative de la Première Guerre mondiale relative à la population civile. Le monument est inscrit au titre des monuments historiques en 1998.